# Valhala
V nordijski mitologiji je Valhala (staronordijsko Valhǫll, dob. 'Dvorana ubitih' izgovorjava [ˈwɑlhɒlː],) opisana kot veličastna dvorana v Asgardu, ki ji je predsedoval bog Odin. Obstajalo je pet možnih kraljestev, v katera je lahko duša potovala po smrti. Prvo je bilo Fólkvangr, ki mu je vladala boginja Freyja. Drugo je bilo Hel, ki mu je vladala Hel, Lokijeva hči. Tretje je bilo boginja Rán. Četrto je bil grobni nasip, kjer so lahko živeli mrtvi. Peto in zadnje kraljestvo je bila Valhala, ki ji je vladal Odin in se je imenovala Dvorana junakov. Množice tistih, ki so padli v boju (znani kot einherjar), skupaj z različnimi legendarnimi germanskimi junaki in kralji, živijo v Valhali do Ragnaröka, ko bodo iz njenih številnih vrat odkorakali v boj na pomoč Odinu proti jötunarjem. Valhala je bila idealizirana v vikinški kulturi in je Skandinavcem dala razširjeno kulturno prepričanje, da ni nič bolj veličastnega kot smrt v bitki. Vera v vikinški raj in večno življenje v Valhali z Odinom je morda dala Vikingom nasilno prednost pred drugimi plenilci njihovega časa.
Valhala je potrjena v Poetični Eddi, zbrani v 13. stoletju iz prejšnjih tradicionalnih virov, v Prozni Eddi (ki jo je v 13. stoletju napisal Snorri Sturluson), v sagi Heimskringla (ki jo je prav tako v 13. stoletju napisal Snorri Sturluson) in v kiticah anonimne pesmi iz 10. stoletja, ki obeležuje smrt Erika Krvava sekira, znanega kot Eiríksmál, kot je zbrana v Fagrskinni. Valhala je navdihnila nešteto umetniških del, naslovov publikacij in elementov popularne kulture ter je sinonim za borilno (ali drugačno) dvorano izbranih mrtvih. Ime se v sodobnih skandinavskih jezikih prevaja kot Valhöll v islandščini, medtem ko je švedska in norveška oblika Valhall; v ferščini je Valhøll, v danščini pa Valhal.

## Kulturne prakse
Verovanje v Valhalo je vplivalo na številne kulturne prakse v nordijski družbi, zlasti na tiste, povezane s smrtjo in spominom nanjo. Te prakse med smrtjo in pokopom Vikinga odražajo boljše razumevanje časti, zapuščine in posmrtnega življenja v družbi. Valhala in prakse, ki so se tam dogajale, so bile tesno povezane z njeno vlogo pri ovekovečenju in čaščenju mrtvih. Ti običaji so se kasneje razvili z uvedbo krščanstva in ustvarili kompleksno tradicijo nordijske posmrtne družbe.

## Sodobni vpliv
Koncept Valhale še naprej vpliva na sodobno popularno kulturo. Primera sta tempelj Valhalla, ki ga je med letoma 1830 in 1847 zgradil Leo von Klenze za Ludvika I. Bavarskega v bližini Regensburga v Nemčiji, in muzej Valhalla v vrtovih opatije Tresco, ki ga je okoli leta 1830 zgradil August Smith za hrambo ladijskih figur iz brodolomov, ki so se zgodili na otokih Scilly v Angliji v bližini muzeja.
Sklici na Valhalo se pojavljajo v literaturi, umetnosti in drugih oblikah medijev. Primeri vključujejo Ehrenbergovo ogljeno ilustracijo Gastmahl v Walhalli (z enojnim enojnim delom) (1880), Wagnerjevo upodobitev Valhalle v njegovem opernem ciklu Nibelunški prstan (1848–1874), münchensko germansko neopogansko revijo Walhalla (1905–1913), knjižno serijo Magnus Chase in bogovi Asgarda Ricka Riordana, stripovsko serijo Valhalla (1978–2009) Petra Madsena in njen kasnejši animirani film z istim imenom (1986).